# Hilly Kristal
Hilly Kristal (ur. 23 września 1931 w Hightstown w stanie New Jersey, zm. 28 sierpnia 2007) – właściciel nowojorskiego klubu CBGB’s (Country, Blue Grass, and Blues), promującego muzykę niezależną.
Klub CBGB’s zaczął funkcjonować w 1973 r. w okresie największego rozkwitu disco i lekkiego metalu. W klubie stawiali pierwsze kroki m.in. Ramones, Patti Smith, New York Dolls, The Dictators, Talking Heads, Television, The Dead Boys czy Blondie, przebywali poeci i niezależni artyści – Allen Ginsberg, Andy Warhol oraz Tom Waits.
Stały bywalec klubu Hilly Kristala, Brytyjczyk Malcolm McLaren w 1975 r. projektuje i buduje sławę zespołu Sex Pistols. W roku 1976 muzykę z Nowego Jorku określono słowem "punk" podczas przeglądu muzyki młodej generacji w Londynie.
Brytyjczycy do samego końca istnienia klubu wspierali niezależna scenę CBGB's. 15 października 2006 r. „świątynia podziemia” została zamknięta.
Kristal zmarł na raka płuc 28 sierpnia 2007 roku.
Polskie zespoły, które m.in. grały w klubie CBGB’s to: Abaddon w 2003, i Armia w 2004.